# Arrows A9
La Arrows A9 fu una vettura di Formula 1 impiegata dalla scuderia inglese nella stagione 1986 in sostituzione al modello A8. Disegnata da  Dave Wass, in monoscocca di carbonio, era spinta dal potente motore turbo BMW, aveva il cambio Hewland ed era gommata Goodyear.
Si presentò come molto deludente e costrinse la squadra a tornare sulla vecchia A8 dopo soli 3 Gran Premi disputati.

## Risultati sportivi
| Anno | Team   | Motore                                  | Gomme | Piloti  |  |  |  |  |  |  |  |  |  |     |     |     |   |    |   |     | Punti | Pos. |
| ---- | ------ | --------------------------------------- | ----- | ------- |  |  |  |  |  |  |  |  |  | --- | --- | --- | - | -- | - | --- | ----- | ---- |
| 1986 | Arrows | BMW M12/13 1.5 Motore in linea L4 Turbo | G     | Danner  |  |  |  |  |  |  |  |  |  | Rit | Rit | 6   | 8 | 11 | 9 | Rit | 1     | 10º  |
| 1986 | Arrows | BMW M12/13 1.5 Motore in linea L4 Turbo | G     | Boutsen |  |  |  |  |  |  |  |  |  | Rit | Rit | Rit | 7 | 10 | 7 | Rit | 1     | 10º  |

| Legenda | 1º posto     | 2º posto | 3º posto    | A punti         | Senza punti/Non class.  | Grassetto – Pole position Corsivo – Giro più veloce |
| Legenda | Squalificato | Ritirato | Non partito | Non qualificato | Solo prove/Terzo pilota | Grassetto – Pole position Corsivo – Giro più veloce |